# No Time to Talk
No Time to Talk è un singolo del gruppo musicale statunitense Jonas Brothers, pubblicato il 16 giugno 2025 come secondo estratto dal settimo album in studio Greetings from Your Hometown.

## Descrizione
Il brano contiene il campionatore Staying Alive dei Bee Gees.

## Tracce
1. No Time to Talk – 2:35